# Bhatura
La Bhatura ((HI)  भटूरा bhaṭūrā) è un tipo di pane indiano fritto per immersione, tipico della cucina della regione del Punjab, compresa tra Pakistan e India.

## Preparazione
La preparazione tipica include la farina maida, lo yogurt, burro ghee o olio e lievito. Una volta impastata la si lascia riposare per permetterne la lievitazione per poi essere tirata con il mattarello. La bhatura viene poi immersa nell'olio caldo o nel ghi permettendone la frittura, ottenendo un pane elastico e gommoso.
Dallo stesso impasto viene preparata anche una variante della bhatura, la kulcha, che viene però cotta nel forno tandoori o su piastra e guarnita con foglie di coriandolo.
La bhatura viene solitamente consumata assieme al Chana masala, condimento a base curry e ceci, per formare il tipico antipasto Chole bhature.